# Kame Wa Igai To Hayaku Oyogu
Turtles Are Surprisingly Fast Swimmers (亀は意外と速く泳ぐ Kame wa Igai to Hayaku Oyogu) là bộ phim điện ảnh sản xuất năm 2005, đạo diễn là Satoshi Miki, ông cũng đồng thời là một nhà viết kịch bản.

## Tóm tắt
Suzume là một người vợ luôn phải sống một mình khi chồng cô đi nước ngoài làm việc. Cuộc sống của cô buồn tẻ đến mức chỉ có con rùa làm bạn. Chồng cô thỉnh thoảng cũng gọi điện về nhưng điều duy nhất mà anh ta qua tâm là cô có chăm sóc, có cho rùa ăn hay không?
Một ngày nọ, cô quyết định leo lên một cầu thang một00 bậc trong một0 phút với hy vọng sẽ có điều may mắn xảy ra với mình. Tuy nhiên, khi cô đang leo giữa chừng thì phía trên có một xe táo đi ngang làm đổ cả đống táo xuống cầu thang. May thay, Suzume nhanh chân tránh được, thoát chết. Đúng lúc này Suzume nhìn thấy một thứ có thể thay đổi đời cô: một tấm áp phích chiêu dụ làm điệp viên.
Cô cảm thấy cuộc đời mình thật tẻ nhạt, cô vị nên quyết định gia nhập làm điệp viên cho một chính phủ nước ngoài. Những điệp viên cũ nhận thấy Suzume có tố chất trở thành điệp viên siêu hạng nên đưa cô 5 triệu và Suzume bắt đầu công việc mới của mình - một điệp viên, với sự huấn luyện của đôi vợ chồng điệp viên. Từ đây cô trải qua những ngày tháng tập luyện và trải qua một số chuyện làm thay đổi cuộc sống của cô.

## Diễn viên
- Ueno Juri vai Suzume Katakura
- Yû Aoi vai Kujaku Ogitani
- Jun Kaname vai Kato
- Masatô Ibu vai Nakanishi
- Yutaka Matsushige vai Ramen Chef
- Ryô Iwamatsu vai Shizuo Kugitani
- Eri Fuse vai Etsuko Kugitani

## Nhận xét
Nhà báo Emma Slawinski của trang phê bình Eye for Film chỉ trích gay gắt bộ phim khi cô viết, "(bộ phim) là một đống hổ lốn pha trộn giữa các nhân vật, các cảnh quay và những sự kiện nhằm cố gắng tạo ra một âm mưu tinh vi", " Cũng có một vài điểm tinh tế và những tình tiết thú vị nhưng chúng lại trở nên nhàm chán khi đi dần đến cuối phim, kết quả là bộ phim kết thúc hoàn toàn thất bại.  Trong khi đó, nhà báo Kevin Gilvear của tờ DVD Times lại dành những lời khen ngợi cho đạo diễn và bộ phim khi ông so sánh với bộ phim ra mắt của Satoshi Miki, In the Pool. Ông "...gửi lời cảm ơn tới dàn diễn viên tươi trẻ và đa dạng các sắc thái giúp mọi người có thể nở nụ cười thỏa mãn khi bước ra khỏi rạp.

## Phát hành
Phim phát hành lần đầu ở Nhật Bản vào ngày 2 tháng 7/2005, phim tiếp tục phát hành ở Hàn Quốc vào ngày 19 tháng 10/2006. Sau đó phim được trình chiếu ở Liên hoan phim Raindance, Anh vào ngày 28 tháng 10/2008  và ở Đài Loan vài ngày 7 tháng 10/2008.